# Antonia Jiménez
Antonia Jiménez (El Puerto de Santa María, 1972) es una guitarrista y compositora de flamenco española, considerada una de las pocas mujeres españolas destacadas en este campo.

## Trayectoria
Nacida en El Puerto de Santa María, en la provincia de Cádiz, creció en un entorno sin fisuras entre payos y gitanos. Desde joven se inició en el estudio de la guitarra flamenca con Antonio Villar. Acompañó a afamados cantaores y bailaores del flamenco andaluz. Se convirtió en acompañante de las compañías de danza Nuevo Ballet Español y Arrieritos. Y continuó sus estudios de guitarra con Enrique Vargas.
La guitarra le permitió viajar al extranjero desde los 18 años durante una década, volviéndose profesional tras una estadía de un año en Japón. Se trasladó a Madrid en el año 2000 donde conoció a bailarines de flamenco, entre quienes se encontraban las coreógrafas Merche Esmeralda y Rocío Molina Cruz, las bailaoras Olga Pericet y Belén Maya, y el bailaor y coreógrafo Manuel Liñán. Actuó en el aclamado espectáculo De Flamencas con Marco Flores y creó su propia producción Dos Tocaoras, donde actuó con Marta Robles.
Jiménez ha acompañado a cantantes como Carmen Linares y Juan Pinilla.
En el Día Internacional de la Mujer de 2005, Jiménez y Marta Robles acompañaron a Carmen Linares en el espectáculo La Diosa Blanca, la primera vez que dos guitarristas flamencas actuaban juntas en un escenario.
Actuó como solista en Flamenco en Francia 2017 y en el festival flamenco de Nimes en 2020 en un trío con la cantante Inma La Carbonera y el percusionista Enrique Terrón.